# Espirometría

Curva de flujo-volumen que muestra una maniobra FVC exitosa. Los valores positivos representan la expiración, los valores negativos representan la inspiración. Al comienzo de la prueba, tanto el flujo como el volumen son iguales a cero (lo que representa el volumen en el espirómetro en lugar del pulmón). El trazo se mueve en el sentido de las agujas del reloj para la espiración seguida de la inspiración. Después del punto de partida, la curva asciende rápidamente a un pico (el flujo espiratorio máximo). (Tenga en cuenta que el valor de FEV1 es arbitrario en este gráfico y solo se muestra con fines ilustrativos; estos valores deben calcularse como parte del procedimiento).

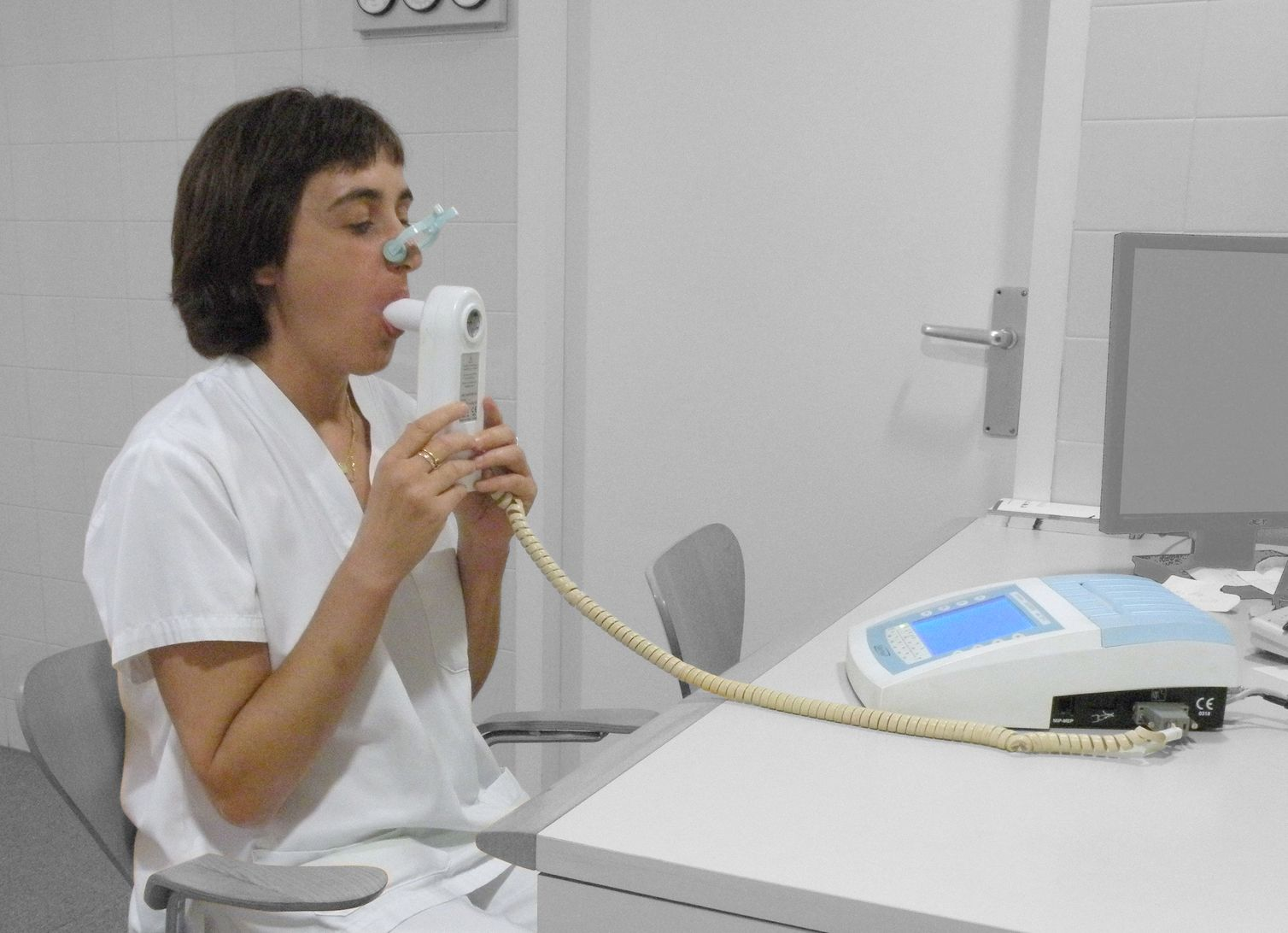
Realizando una espirometría.

La espirometría es la técnica de exploración de la función respiratoria que mide los flujos y los volúmenes respiratorios útiles para el diagnóstico y el seguimiento de patologías respiratorias.
La gráfica que imprime el espirómetro representa en el eje vertical (las ordenadas) el volumen del flujo de aire (L/s) y en función del tiempo en el eje horizontal (las abscisas).
El Día Mundial de la Espirometría se celebra el 14 de octubre.

## Resultados
La interpretación básica de la espirometría es relativamente sencilla, del que se obtienen volúmenes y capacidades respiratorias. 

### Espirometría simple

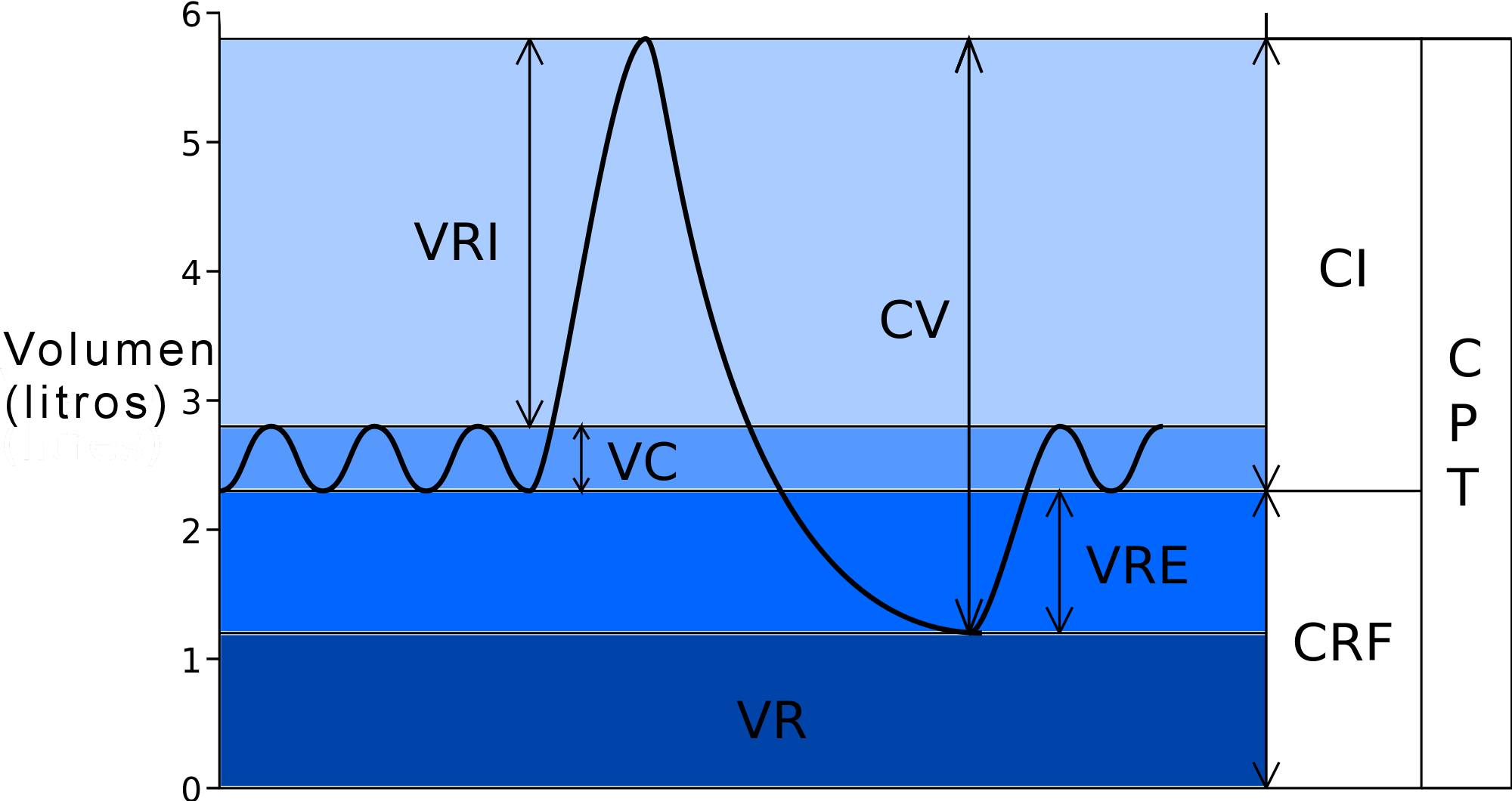
Volúmenes y capacidades pulmonares estáticos.

En la espirometría simple se obtienen:
- Volumen corriente (VC): es la cantidad de aire que se utiliza en cada respiración (inspiración y espiración) no forzada, es decir el aire utilizado durante el ciclo respiratorio. Por convenio se mide el volumen espirado ya que normalmente el inspirado y el espirado no son idénticos. Es aproximadamente de 500 ml.
- Volumen de Reserva Inspiratoria (VRI): es la cantidad máxima de volumen de aire que se puede inspirar partiendo del Volumen Corriente. Es de aproximadamente 3000 ml.
- Volumen de Reserva Espiratoria (VRE): es la cantidad máxima de volumen de aire que se puede espirar partiendo del Volumen Corriente y bajo este. Es aproximadamente de 1100 ml.
- Capacidad vital (CV): es el volumen máximo que somos capaces de inspirar y espirar en condiciones normales, y resulta de la suma del volumen corriente y los volúmenes de reserva inspiratorio y espiratorio.
- La capacidad vital forzada (CVF) es la capacidad máxima de captar y expulsar aire, en condiciones forzadas, por lo que en condiciones normales será mayor la CVF que la CV, no obstante, en enfermedades con patrón obstructivo esto se invierte.
- Otro volumen importante que no se puede medir con el espirómetro es el Volumen Residual (VR), el cual es el volumen de aire que queda en los pulmones al final de una espiración máxima sin poder ser liberado de los pulmones. (Este volumen solo se pierde cuando cesa la función pulmonar, es decir el óbito). El volumen residual es de aproximadamente 1200 ml.
- Sumando la capacidad vital con el volumen residual se obtiene la Capacidad Pulmonar Total (CPT).[3]

### Espirometría forzada
En la espirometría forzada se muestra la velocidad del flujo de aire en función del volumen pulmonar, y se obtienen:
- Volumen Espiratorio Forzado (VEF1): es la cantidad de aire expulsado durante el primer segundo de la espiración máxima, realizada tras una inspiración máxima.
- Capacidad vital forzada (CVF): similar a la capacidad vital (CV), pero la maniobra es forzada y con la máxima rapidez que el paciente pueda producir. Se emplea esta capacidad debido a que en ciertas patologías, es posible que la capacidad de aire forzado de los pulmones puede ser menor a la capacidad vital durante una exhalación más lenta.
- VEF1/CVF: es la relación, en porcentaje, de la capacidad forzada que se espira en el primer segundo, del total exhalado para la capacidad vital forzada. Su valor normal es superior al 80%.
- Flujo espiratorio forzado entre el 25% y el 75% de la capacidad vital forzada (FEF25-75): es un cálculo obtenido de dividir la línea en la gráfica de la espiración forzada total en cuatro partes y seleccionar la mitad media, es decir, entre el punto del 25% hasta el 75% de dicha recta.
- Interpretación: Índice FEV1/CVF: valor normal >70%, si se encuentra por debajo de este valor se considera un patrón respiratorio obstructivo. CVF: valor normal >80%, si se encuentra por debajo de este valor se considera un patrón restrictivo. Prueba broncodilatadora: se considera prueba broncodilatadora positiva, si después de la aplicación del broncodilatador (salbutamol) el FEV1 basal aumenta un 12% y 200ml. Patrón mixto (obstructivo y restrictivo): FEV1/CVF <70% y CVF <80%. La forma de corroborar si el patrón es mixto y restrictivo es analizando la CPT si es <80%, ya no se considera mixto si no restrictivo únicamente, pero si es >80% se considera un patrón mixto. Análisis del patrón obstructivo: Para conocer la gravedad del patrón obstructivo observar el FEV1.

## Indicaciones y contraindicaciones
Indicaciones
- Evaluar la función pulmonar ante la presencia de síntomas respiratorios.
- Diagnóstico y seguimiento de pacientes con enfermedades respiratorias.
- Evaluar el riesgo de procedimientos quirúrgicos así como la respuesta terapéutica frente a diferentes fármacos o en ensayos clínicos farmacológicos.
- Estudios epidemiológicos que incluyan patología respiratoria.

Contraindicaciones
- Pacientes con deterioro mental o físico que les impide realizar correctamente una maniobra espiratoria forzada (ancianos, personas con demencias, niños menores de seis años).
- Pacientes con enfermedades en las que una hiper-presión torácica pueda representar riesgos (neumotórax, angina inestable, desprendimiento de retina).
- Pacientes con abundantes secreciones, traqueostomía, hemiparesias faciales, lesiones bucales.
- Hemoptisis.

## Representación gráfica
La representación gráfica de la espirometría forzada puede ser como curva de volumen-tiempo (V-T), que representa en el eje vertical (ordenadas) el volumen en litros y en el eje horizontal (abscisas) el tiempo en segundos, o como curva de flujo-volumen (F-V), que representa en el eje de ordenadas el flujo, en litros/segundo, y en el eje de abscisas el volumen, en litros.
La curva F-V aporta mucha información acerca de la calidad de la prueba en el primer segundo de la maniobra de espiración, por lo que es la de elección para ser representada en tiempo real en la pantalla del espirómetro (o del ordenador conectado a éste). Sin embargo, para valorar la duración es mejor la curva V-T.